# هريستو نيكولوف (كرة سلة)
هريستو نيكولوف (بالبلغارية: Христо Николов)‏ مواليد 2 أكتوبر 1985 في بورغاس، هو لاعب كرة سلة بلغاري. بدأ مسيرته الاحترافية في سنة 2002. يلعب في الدوري البولندي لكرة السلة. يحمل الرقم 10.

## المسيرة الاحترافية
لعب مع نادي أكاديميك لكرة السلة من سنة 2008 إلى 2010، ثم لعب مع نادي سولنوكي أولاي لكرة السلة في موسم 2011–2012، ثم لعب مع نادي أوليمبيا لكرة السلة في موسم 2014–2015.

## روابط خارجية
- هريستو نيكولوف على موقع الاتحاد الدولي لكرة السلة (الإنجليزية)
- هريستو نيكولوف على موقع كرة السلة الأوروبية.كوم (الإنجليزية)
- هريستو نيكولوف على موقع بروبوليرز (الإنجليزية)
- هريستو نيكولوف على موقع سبورتس رفرنس (الإنجليزية)